# Andreas Barucha
Andreas Barucha (ur. 2 kwietnia 1979 w Poczdamie) – niemiecki bobsleista, złoty medalista mistrzostw świata.

## Kariera
Największy sukces w karierze osiągnął w 2009 roku, kiedy wspólnie z kolegami i koleżankami z reprezentacji wywalczył złoty medal w rywalizacji drużynowej na mistrzostwach świata w Lake Placid. Na rozgrywanych dwa lata później mistrzostwach świata w Königssee jego osada zajęła siódme miejsce w czwórkach. W zawodach Pucharu Świata zadebiutował 1 grudnia 2007 roku w Calgary, zajmując ósme miejsce w czwórkach. Pierwsze podium w zawodach tego cyklu wywalczył 18 stycznia 2009 roku w Sankt Moritz, gdzie był drugi w czwórkach. Jeszcze kilkukrotnie stawał na podium, jednak nigdy nie zwyciężył. W 2010 roku wystartował na igrzyskach olimpijskich w Vancouver, gdzie jego osada była czwarta w czwórkach.